# Турна
Турна (пол. Turna) — село в Польщі, у гміні Коритниця Венґровського повіту Мазовецького воєводства.
Населення — 498 осіб (2011).
У 1975-1998 роках село належало до Седлецького воєводства.

## Демографія
Демографічна структура станом на 31 березня 2011 року:
|          | Загалом | Допрацездатний вік | Працездатний вік | Постпрацездатний вік |
| -------- | ------- | ------------------ | ---------------- | -------------------- |
| Чоловіки | 280     | 62                 | 197              | 21                   |
| Жінки    | 218     | 40                 | 133              | 45                   |
| Разом    | 498     | 102                | 330              | 66                   |